# استلاب الجثث
استلاب الجثث هو سرقة الجثث من المقابر والمشارح وغيرها من مواقع الدفن. وهو مختلف عن سرقة القبور التي لا تشتمل على سرقة الجثث تحديدًا بل على سرقة محتوى القبور أو القبور بحد ذاتها. يشير مصطلح «استلاب الجثث» في الغالب إلى استخراج الجثث بهدف تشريحها أو بيعها لاستخدامها في محاضرات التشريح في كليات الطب وغيرها. وقد صيغ هذا المصطلح بدايةً نتيجة انتشار حالات سرقة الجثث في المملكة المتحدة والولايات المتحدة طوال القرن السابع عشر والثامن عشر والتاسع عشر. مع ذلك فقد انتشرت هذه الحالات في مختلف البلدان الأخرى، إذ يعود تاريخ أول حالة مسجلة إلى عام 1319 في بولونيا بإيطاليا. أشير إلى أولئك الذين سرقوا وباعوا الجثث في تلك الفترة باسم «سارقي الموتى». عمل سارقو الموتى في المملكة المتحدة بشكل ممنهج وضمن فريق، إذ قاموا غالبًا بحفر القبور التي دُفنت مؤخرًا، ويُوظفون في مؤسسات طبية بهدف تزويد الباحثين بجثث جديدة لدراستها تشريحيًا. بالرغم من التراجع الملحوظ في تعداد حالات استلاب الجثث، إلا أنها مازالت منتشرة في العصر الحديث وفي مختلف دول العالم.

## المملكة المتحدة
قبل القرن الثامن عشر، كانت التجارة ضمن المجال الطبي غير مشروعة. لم يتعلق الأمر بتخصص علمي محدد، مما أدى بالنتيجة لتساوي أعداد الوفيات مع أعداد الأرواح المُنقذة، ومع ذلك، فقد هدف الأطباء دائمًا إلى معرفة المزيد عن جسم الإنسان. ويُعتبر التشريح الوسيلة الجوهرية في الفهم والتي لجأ إليها الأطباء دائمًا، وهذا يتطلب دائمًا جثث جديدة. قبل إصدار قانون علم التشريح لعام 1832، كان التوريد القانوني الوحيد للجثث لأغراض تشريحية في المملكة المتحدة هو أولئك الذين حُكم عليهم بالإعدام ويجري تشريحهم في المحاكم. غالبًا ما كان أولئك الذين حكمت عليهم المحاكم بالتشريح مذنبين بارتكاب جرائم كبرى، مثل القتل والسطو والاغتصاب والحرق المتعمد. ومع ذلك، في عام 1832، أقر برلمان المملكة المتحدة قانون علم التشريح لعام 1832، والذي أعطى الأطباء وطلاب الطب الحق في تشريح الجثث المتبرع بها لأغراض التعليم والبحث. على الرغم من إصدار هذا القانون بهدف الحد من استلاب الجثث، لكنه لم يزود كليات الطب بما يكفي من الجثث سنويًا، مما قد يصل إلى 500 جثة، لذا فقد أدى القانون بالنتيجة إلى تزايد استلاب الجثث في المملكة المتحدة.
يُعتبر العبث في القبور جنحة في القانون العام وليس جناية، وبالتالي يترتب عليه دفع غرامة وقضاء مدة في السجن، بدلًا من الترحيل الجزائي أو الإعدام. مع ذلك، فإن تشريح هذه الجثث والسرقة من القبور يُعتبر غير قانوني، لذا غالبًا ما قام سارقي الجثث بأخذ الجثة وترك الباقي في القبر، ولم يسأل الطلاب أو الموظفون عن مصدر الجثث. وقد كانت هذه التجارة مربحة بما يكفي لمواجهة العواقب القانونية في حالة الكشف، خاصة وأن السلطات تغض بعض النظر عمّا يعتبر شرًا لا بد منه. هناك مجال زمني ضئيل يمكن لسارقي الجثث استلاب الجثث خلالها وهو الوقت الفاصل بين لحظة الدفن وبدء التحلل، وعندها يمكن تحنيط الجثة. لذلك فقد توجب عليهم توخي الحذر كي لا يُقبض عليهم أثناء استلاب الجثث ونقلها إلى المنشآت الطبية لبيعها.
هناك طريقتان لجأ إليها سارقي الجثث في نبش القبور، تضمنت إحداها حفر نفق فوق الجزء العلوي من التابوت وكسره، وثم استخدام حبل أو خطاف للإمساك بالجثة ورفعها. كان خاطفو الجثث حريصين للغاية على إعادة أي ملابس أو مجوهرات أو أغراض شخصية إلى التابوت قبل إعادة إغلاق النفق، ومحاولة تسوية القبر قدر الإمكان ليبدو سليمًا. إذ ما يميز سرقة الجثث عن سرقة القبور هو إعادة المتعلقات إلى القبر قبل أخذ الجثة، وكان سارقو الجثث حريصين على ذلك، إذ أن السرقة من القبور تؤدي إلى إشكالات قانونية أعقد وأكثر جدية.
ورد في مجلة ذا لانسيت طريقة أخرى استُخدمت لاستلاب الجثث، وهي إزالة مربع من العشب بحجم مطبق بأبعاد 15 إلى 20 قدم (5 إلى 6 أمتار) من الجزء العلوي من القبر المواجه لرأس الجثة، وحفر نفق يصل إلى القبر وقد يصل طوله إلى 4 أقدام (1,2 متر)، ومن ثم فتح القبر وسحب الجثة عبر النفق واستبدال العشب المزال، ولن يلاحظ الأقارب الذين يأتون لزيارة القبر هذا الاضطراب الصغير في القبر. ويشير المقال إلى أن عدد التوابيت الفارغة المُكتشفة «يدل بدون شك على أن استلاب الجثث أقدم بكثير من وقت اكتشافه».
انتشر استلاب الجثث في المملكة المتحدة بشكل هائل لدرجة أنه أصبح من المعتاد أن يقوم أقارب أو أصدقاء الميت بمراقبة الجثة حتى الدفن ومراقبة القبر بعد الدفن، لمنع انتهاكه. شاع بعد ذلك استخدام القبور الحديدية، أو استخدام إطار من قضبان حديدية سمي قفص القبر، ولا يزال هناك أمثلة على هذه القبور محفوظة بشكل جيد في باحة كنيسة غريفايرز، إدنبرة.
فيما يتعلق باستلاب الجثث، أصبح القتل من أجل بيع الجثث إلى كليات الطب أيضًا أمرًا شاع مشاهدته. صيغ مصطلح «burcked» بعد أن أدين ويليام بيرك «Burke» وهو رجل أيرلندي قام بقتل وبيع 16 جثة على الأقل. قتل بيرك ضحاياه من خلال قرص أنوفهم والاستلقاء على صدورهم حتى لا يُلحق أي ضرر مادي بأجسادهم. حُكم بيرك بالإعدام شنقًا ومُنحت جثته بعد ذلك للتشريح في عام 1829.
أقر البرلمان العديد من القوانين التي تغطي استلاب الجثث أو ما يشابه ذلك. صدر قانون الأنسجة البشرية عام 2004، ويُعتبر قانونًا شاملًا فُرض من خلاله الموافقة الشخصية المستنيرة على التبرع بالأعضاء أو الجسد، وذلك ضمن المرافق والمنشآت الطبية.

## البلدان الأخرى

### الصين
نُظمت عادات الدفن في الصين كجزء من منظومة قوانين تشينغ العظيم في محاولة للحد من انتشار ممارسات الدفن غير المشروعة. أدانت هذه القوانين إساءة التعامل مع الجثث، بما في ذلك استلابها. يشير مصطلح استلاب الجثث في الصين إلى مجموعة متنوعة من التعليلات وحالات محددة تتراوح الدوافع وراءها بين السياسية والروحانية:

#### السوق الأحمر
يشير السوق الأحمر، المعروف أيضًا باسم تجارة الأعضاء، إلى تجارة الأعضاء البشرية أو أجزاء أخرى من الجسم بهدف أساسي هو زرع الأعضاء، وقد أدى انتشار تجارة الأعضاء غير المشروعة في الصين إلى حالات استلاب الجثث لاستخدامها في السوق الأحمر. ولتلبية الطلب على زراعة الأعضاء، شرعت الحكومة في الصين أخذ الأعضاء من السجناء الذين يُحكمون بالإعدام. تطلب ذلك موافقة السجناء أو عائلاتهم لكن لم يُدقق في ذلك كثيرًا مما أدى إلى اتهامات بجمع الجثث وأخذ الأعضاء منها بشكل غير قانوني.